# 1912 no teatro

## Eventos
- Início da construção do Teatro Politeama em Lisboa, Portugal.

## Nascimentos
| Data           | Nome             | Profissão                                               | Nacionalidade  | Observações | Ref |
| -------------- | ---------------- | ------------------------------------------------------- | -------------- | ----------- | --- |
| 9 de abril     | Amácio Mazzaropi | ator, produtor e diretor de cinema                      | Brasil         | m. 1981     |     |
| 28 de maio     | Patrick White    | romancista e dramaturgo                                 | Austrália      | m. 1990     |     |
| 23 de agosto   | Gene Kelly       | dançarino, ator, cantor, diretor, produtor e coreógrafo | Estados Unidos | m. 1996     |     |
| 23 de Agosto   | Nelson Rodrigues | dramaturgo, jornalista e escritor                       | Brasil         | m. 1980     |     |
| 12 de setembro | Dina Lisboa      | atriz                                                   | Brasil         | m. 1987     |     |

## Mortes
| Data       | Nome              | Profissão                     | Nacionalidade | Observações | Ref |
| ---------- | ----------------- | ----------------------------- | ------------- | ----------- | --- |
| 14 de maio | August Strindberg | pintor, escritor e dramaturgo | Suécia        | n. 1849     |     |